# La Légende de nos pères
La Légende de nos pères est un roman de Sorj Chalandon publié en 2009 aux éditions Grasset.

## Résumé
Marcel Frémaux, qui fut tour à tour instituteur et journaliste, vit désormais de l'écriture de biographies "familiales" pour le compte de personnes qui veulent laisser à leurs proches l'histoire de leur vie ou encore le souvenir d'un métier disparu. Il est contacté par une certaine Lupuline Beuzaboc, chirurgienne, qui requiert son aide pour recueillir les histoires de résistance que son père, alors cheminot du côté de Lille, lui racontait lorsqu'elle était petite fille. Le propre père de Marcel Frémaux, Pierre, fut résistant, arrêté par la Gestapo et déporté. Il ne voulut cependant jamais s'étendre sur cette époque et sur ses activités, ce qui fait que son fils, maintenant que son père est mort, vit dans la frustration de ne pas savoir. Avec le père de Lupuline, il croit donc pouvoir combler un vide, compenser un manque, retrouver son père en quelque sorte. Bien vite, toutefois, il a des doutes. Et il finit par découvrir que "Beuzaboc", ainsi que s'appelait Tescelin Ghesquière au temps de ses prétendues activités clandestines, a certes raconté de belles histoires de résistance à sa fille, mais que celles-ci sont toutes imaginaires - sauf une, assez banale. Le vieil homme avoue d'ailleurs sans peine à son biographe qu'il a tout inventé afin de faire plaisir à sa petite fille et d'expliquer, de manière plus glorieuse, sa jambe gravement blessée lors d'un accident du travail. Beuzaboc-Ghesquière, une fois démasqué, est d'accord pour que son biographe reprenne son travail de façon à raconter sa vraie vie, histoire de soulager sa conscience et de retrouver la seule place qu'il mérite dans l'estime des gens. D'abord révolté - ne serait-ce que du fait que son père à lui, authentique héros de la résistance, n'a jamais rien raconté ni recherché les honneurs ou autres médailles -, Marcel Frémaux pense d'abord écrire effectivement toute la banale vérité, afin de confronter pour ainsi dire publiquement Beuzaboc à son imposture et de l'obliger à admettre ses mensonges à ses proches. Puis il se ravise et écrit, en en rajoutant, tout ce que le vieil homme lui a confié. Ce faisant il cherche à la fois à satisfaire Lupuline, qui - par admiration - a conservé le nom de guerre de son "héros" de papa, et à forcer Tescelin Beuzaboc-Ghesquière à s'assumer jusqu'au bout en tant que ce résistant héroïque qu'il n'a jamais été. Lors de la présentation du livre achevé, dans le cadre d'un dîner entre amis et parents, Tescelin Beuzaboc-Ghesquière, d'abord stupéfait puis furieux de constater que son biographe l'a doublé, trouve finalement le courage de révéler toute la vérité.

## Récompenses
L'ouvrage a été récompensé par le Prix Ouest du Printemps du Livre en 2010.